# 愛らしき口もと目は緑
「愛らしき口もと目は緑」（あいらしきくちもと めはみどり、原題: Pretty Mouth and Green My Eyes）は、J・D・サリンジャーの短編小説。『ザ・ニューヨーカー』1951年7月14日号に掲載された。短編集『ナイン・ストーリーズ』（1953年）の7番目に収められている。短めの会話劇だが、終盤では「女」とジョーニーが同一人物であるというどんでん返しの可能性が示唆されている。

## あらすじ
銀髪の男リーと青い目の若い女が部屋で電話のベルを聞いている。リーが電話に出ると相手は友人のアーサーで、妻のジョーニーの居場所を訊ねる。アーサーは妻の浮気を疑っており、酔って興奮している。アーサーは妻にはうんざりしていると語り、かつて彼女に詩を送ったことを自嘲的に話す。
| 「 | ひょいとこの、思い出しちまうんだなあ――きまりの悪い話だけどさ――二人でデートし始めたころに、おれがあいつに書いて送った詩のことを、ふと考えたりしちまうんだよ。『肌白く薔薇色の頬。愛らしき口もと目は緑』全くどうも決まりの悪い話だけどさ――昔はこの詩を読むといつもあいつのことが思い浮かんだんだ。あいつの目は緑じゃない――海の貝殻みたいな目だよ、あいつのは――なのに、とにかくあいつのことが思い浮かぶんだ。 | 」 |

電話が切れると女は興奮した様子を見せる。するとまたアーサーから電話がかかってくる。アーサーはジョーニーがいま帰ってきたと言うのを聞いて、リーは驚く。

## 主な日本語訳
- 愛らしき口もと目は緑（『ナイン・ストーリーズ』野崎孝訳、 新潮文庫）
- 愛らしき口もと目はみどり（『九つの物語』中川敏訳、 集英社文庫）
- 可憐なる口もと 緑なる君が瞳（『ナイン・ストーリーズ』柴田元幸訳、ヴィレッジブックス ）